# DDR-Oberliga 1967-1968
L'edizione 1967-68 della DDR-Oberliga è stato il ventunesimo campionato calcistico di massimo livello in Germania Est.

## Avvenimenti
Già dalla seconda giornata del campionato, iniziato il 12 agosto 1967, nessuna squadra poteva più vantare punteggio pieno, ad eccezione dell'Hansa Rostock, la quale fu però ripresa dopo due giornate da Magdeburgo e Carl Zeiss Jena. Gli anseatici ripresero il comando all'ottavo turno, ma nella giornata successiva persero il confronto diretto contro il Carl Zeiss Jena, lasciando quindi via libera agli uomini di Georg Buschner, che nelle giornate successive allungarono fino ad arrivare a +3 sullo stesso Hansa Rostock al giro di boa.
Nel girone di ritorno il Carl Zeiss Jena gestì il proprio vantaggio su Hansa Rostock e Magdeburgo assicurandosi il secondo titolo con un turno di anticipo, nonostante le sconfitte negli scontri diretti con le due concorrenti avessero sortito l'effetto del temporaneo aggancio in classifica delle due squadre. All'ultima giornata ci fu uno scontro importante in chiave retrocessione tra Chemie Lipsia e Dinamo Dresda: il pareggio per 1-1 favorì la squadra di Lipsia. Altra retrocessa fu il Lokomotive Stendal, sconfitto da un Carl Zeiss Jena senza più obiettivi da raggiungere.

## Classifica finale
|  |     | DDR-Oberliga 1967-68 | Pt | G  | V  | N  | P  | GF | GS | DR  |
|  | --- | -------------------- | -- | -- | -- | -- | -- | -- | -- | --- |
|  | 1.  | Carl Zeiss Jena      | 39 | 26 | 17 | 5  | 4  | 51 | 19 | +32 |
|  | 2.  | Hansa Rostock        | 34 | 26 | 15 | 4  | 7  | 37 | 27 | +10 |
|  | 3.  | Magdeburgo           | 33 | 26 | 13 | 7  | 6  | 43 | 38 | +5  |
|  | 4.  | Vorwärts Berlino     | 26 | 26 | 9  | 10 | 7  | 34 | 29 | +5  |
|  | 5.  | Lokomotive Lipsia    | 25 | 26 | 9  | 7  | 10 | 39 | 35 | +4  |
|  | 6.  | Karl-Marx-Stadt      | 25 | 26 | 8  | 9  | 9  | 33 | 30 | +3  |
|  | 7.  | Sachsenring Zwickau  | 25 | 26 | 11 | 3  | 12 | 36 | 34 | +2  |
|  | 8.  | Union Berlino        | 25 | 26 | 9  | 7  | 10 | 26 | 35 | -9  |
|  | 9.  | Rot-Weiß Erfurt      | 23 | 26 | 8  | 7  | 11 | 34 | 39 | -5  |
|  | 10. | Hallescher           | 23 | 26 | 8  | 7  | 11 | 32 | 41 | -9  |
|  | 11. | Wismut Aue           | 22 | 26 | 9  | 4  | 13 | 32 | 40 | -8  |
|  | 12. | Chemie Lipsia        | 21 | 26 | 7  | 7  | 12 | 26 | 32 | -6  |
|  | 13. | Dinamo Dresda        | 21 | 26 | 5  | 11 | 10 | 25 | 33 | -8  |
|  | 14. | Lokomotive Stendal   | 20 | 26 | 7  | 6  | 13 | 26 | 42 | -16 |

### Verdetti
- Carl Zeiss Jena campione della Germania Est 1967-68. Qualificato in Coppa dei Campioni 1968-69.
- Union Berlino qualificato in Coppa delle Coppe 1968-69
- Lokomotive Lipsia qualificate in Coppa delle Fiere 1968-69
- Dinamo Dresda e Lokomotive Stendal retrocesse in DDR-Liga.

### Squadra campione
- Heinz Marx (26)
- Dieter Scheitler (26/11)
- Roland Ducke (25/5)
- Rainer Schlutter (25/7)
- Michael Strempel (25/3)
- Helmut Stein (24/3)
- Jürgen Werner (24/3)
- Wolfgang Blochwitz (23)

- Gerd Brunner (22/2)
- Peter Ducke (22/7)
- Peter Rock (22/4)
- Preuße (17/1)
- Werner Krauss (12/2)
- Hans-Ulrich Grapenthin (1)
- Hans Meyer (1)
- Winfried Patzer (1)

- Allenatore:  Georg Buschner

## Record

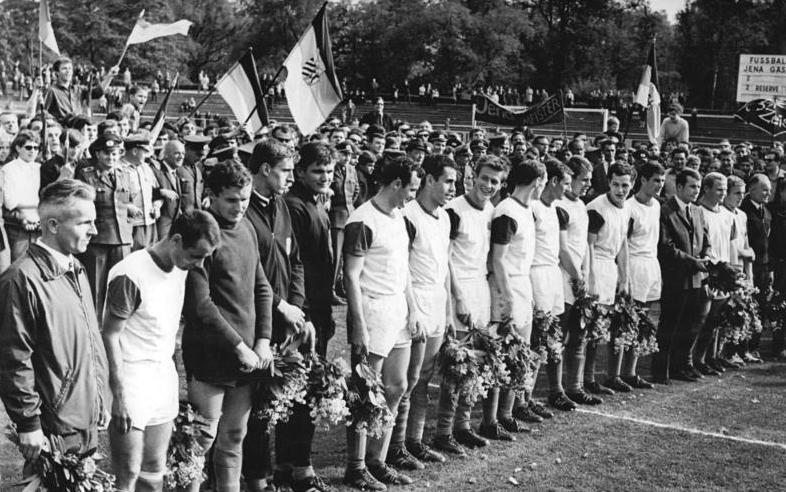
I giocatori del Carl Zeiss Jena durante il match conclusivo del campionato, giocato il 25 maggio 1968.

### Capoliste solitarie
- 2ª-4ª giornata:  Hansa Rostock
- 8ª giornata:  Hansa Rostock
- 9ª-19ª giornata:  Carl Zeiss Jena
- 20ª-22ª giornata:  Carl Zeiss Jena
- 23ª-26ª giornata:  Carl Zeiss Jena

### Club
- Maggior numero di vittorie:  Carl Zeiss Jena (17)
- Minor numero di sconfitte:  Carl Zeiss Jena (4)
- Migliore attacco:  Carl Zeiss Jena (51 gol fatti)
- Miglior difesa:  Carl Zeiss Jena (19 gol subiti)
- Miglior differenza reti:  Carl Zeiss Jena (+32)
- Maggior numero di pareggi:  Dinamo Dresda (11)
- Minor numero di pareggi:  Hansa Rostock (4)
- Maggior numero di sconfitte:  Wismut Aue e  Lokomotive Stendal (13)
- Minor numero di vittorie:  Dinamo Dresda (5)
- Peggior attacco:  Dinamo Dresda (25 gol fatti)
- Peggior difesa:  Dinamo Dresda (42 gol subiti)
- Peggior differenza reti:  Lokomotive Stendal (-16)

### Classifica cannonieri
|  | Gol | Marcatore        | Squadra           |
|  | --- | ---------------- | ----------------- |
|  | 15  | Gerhard Kostmann | Hansa Rostock     |
|  | 13  | Wolfram Löwe     | Lokomotive Lipsia |
|  | 12  | Eberhard Vogel   | Karl-Marx-Stadt   |
|  | 11  | Meinhard Uentz   | Union Berlino     |
|  | 11  | Dieter Scheitler | Carl Zeiss Jena   |
|  | 11  | Gerd Stieler     | Rot-Weiß Erfurt   |
|  |     |                  |                   |